# Metioche tacitus
Metioche tacitus är en insektsart som först beskrevs av Henri Saussure 1878.  Metioche tacitus ingår i släktet Metioche och familjen syrsor. Inga underarter finns listade i Catalogue of Life.